# Hazbin Hotel
Hazbin Hotel là một series phim hoạt hình gắn nhãn R (giới hạn độ tuổi), được tạo ra bởi Vivienne Medrano. Phim lấy bối cảnh tại chiều không gian Hellaverse, một chiều không gian lấy ý tưởng từ địa ngục, theo chân công chúa địa ngục Charlie Morningstar, trong hành trình cố gắng cứu các tội nhân và cho họ được lên Thiên đàng tại khách sạn Hazbin, nơi cô đã lập ra để cứu các tội nhân khỏi cuộc thanh trừng của Thiên đàng để tránh sự gia tăng dân số của Địa ngục. Phim có cùng vũ trụ với series Helluva Boss đồng tác giả. Phim được sản xuất bởi SpindleHorse Toons hợp tác với A24, Amazon Studios, và studio hoạt hình Bento Box Entertainment.
Tập thử nghiệm của phim, được đăng lên kênh YouTube của tác giả Vivienne Medrano vào ngày 28 tháng 10 năm 2019, được làm hoàn toàn bởi đội ngũ của Vivienne Medrano, gồm những họa sĩ diễn hoạt tự do và được tài trợ đa số bởi những người theo dõi Patreon của cô. Mùa 1 của phim được ra mắt trên Amazon Prime Video vào ngày 18 tháng 1 năm 2024, đồng thời tập 1 của phim cũng được đăng trên kênh YouTube của Prime Video và Vivienne Medrano. Sau đó, 11 phút đầu của tập 2 được đăng lên kênh YouTube của Prime Video. Sau khi được công chiếu, phim đã nhận được phản hồi khá tích cực từ dư luận, được 7.8 trên 10 điểm trên IMDb dựa trên đánh giá của 25 nghìn người và được đánh giá 79% trên Rotten Tomatoes và 86% theo người xem. Hiện tại, mùa 2 phim đang được sản xuất.
Vào tháng 1 năm 2024, Hazbin Hotel lập kỷ lục là phim hoạt hình có màn ra mắt trên toàn cầu thành công nhất trên Prime Video. Tập thử nghiệm của phim cũng đã đạt hơn 110 triệu lượt xem trên YouTube.